# Limia garnieri
Limia garnieri es una especie de peces de la familia de los pecílidos en el orden de los ciprinodontiformes.

## Morfología
Los machos pueden alcanzar los 2,6 cm de longitud total y las hembras los 2,88 cm.

## Distribución geográfica
Se encuentran al sudoeste de Haití.